# Parque nacional de Keoladeo
El Parque Nacional Keoladeo o Parque Nacional de Keoladeo Ghana, anteriormente conocido como el Santuario de aves de Bharatpur, localizado en el estado de Rajastán (la India), es un famoso santuario para la avifauna, donde habitan miles de especies de aves raras y en gran peligro de extinción tales como la grulla siberiana que pasa el invierno en esta región.
Se han observado más de 230 especies de aves que viven permanentemente en este parque nacional indio. El parque es también un gran centro turístico ha visitado sobre todo por observadores de aves que llegan especialmente durante el invierno. Fue declarado santuario protegido en 1971, parque nacional en 1982 y lugar Patrimonio de la Humanidad en 1985.

## Historia
El santuario tiene 250 años de existencia y su nombre deriva del cercano templo de Keoladeo (un nombre del dios Shivá). Inicialmente era una depresión natural que se inundó con la construcción del malecón de Ajan (realizado por el majarás Suraj Mal, gobernante del estado de Bharatpur, entre 1726 y 1763). El malecón fue creado en la confluencia de los ríos Gambhir y Banganga.
El parque fue el coto de caza para los majarás de Bharatpur desde 1850; allí se organizaba anualmente una cacería de patos en honor a los virreyes británicos. En el evento de 1938 se cazaron 4273 patos. El parque fue declarado santuario protegido en 1971. Después de la independencia de India, los gobernantes regionales mantuvieron derechos de caza hasta 1972. En 1982 se prohibió el pastizaje dentro del parque, lo que produjo violentas manifestaciones de protesta. Forma parte del Patrimonio de la Humanidad, declarado por la Unesco en el año 1985. 
Desafortunadamente para el parque, desde 2004 se ha permitido el drenaje de aguas. A fines de 2006 el agua superficial prácticamente había desaparecido del parque, pero se continúa extrayendo agua del subsuelo. La mayoría de la población de aves ya ha migrado hacia zonas no protegidas, resultando en la caza de gran parte de ellas.

## Flora
Un biotipo semiárido, el parque es la única zona con vegetación significativa, de ahí el término "Ghana" que significa "matorral". Los principales tipos de vegetación son bosque caducifolio árido tropical entremezclado con hierbas secas en zonas donde el bosque se ha degradado. Aparte de las marismas administradas artificialmente; gran parte de la zona está cubierta por arbustos y árboles de tamaño medio. 
Los bosques, principalmente en el noreste del parque están dominados por "kalam" o "kadam" (Mitragyna parvifolia), jambul (Syzygium cumini) y goma arábiga (Acacia nilotica). La zona de bosque abierto es principalmente goma con una pequeña cantidad de "kandi" o "khejri" (Prosopis cineraria) y "ber" (Ziziphus).
Los matorrales están dominados por "ber" y "kair" (Capparis decidua).  Es improbable que este lugar sostuviera tan elevado número de aves acuáticas como lo hace sin el añadido de agua de Ajan Bund, un embalse hecho por el hombre. Los suelos son predominantemente aluviales - algo de arcilla se ha formado como resultado de inundaciones periódicas. La precipitación media anual es de 662mm, con lluvia cayendo de media 36 días al año.
El "piloo" (Salvadora oleoides y el árbol cepillo de dientes (Salvadora persica) también están presentes en el parque y resulta ser virtualmente las únicas plantas leñosas en áreas de suelo salino. La vegetación acuática es ric a y proporciona una valiosa fuente de comida para las aves acuáticas.

## Fauna

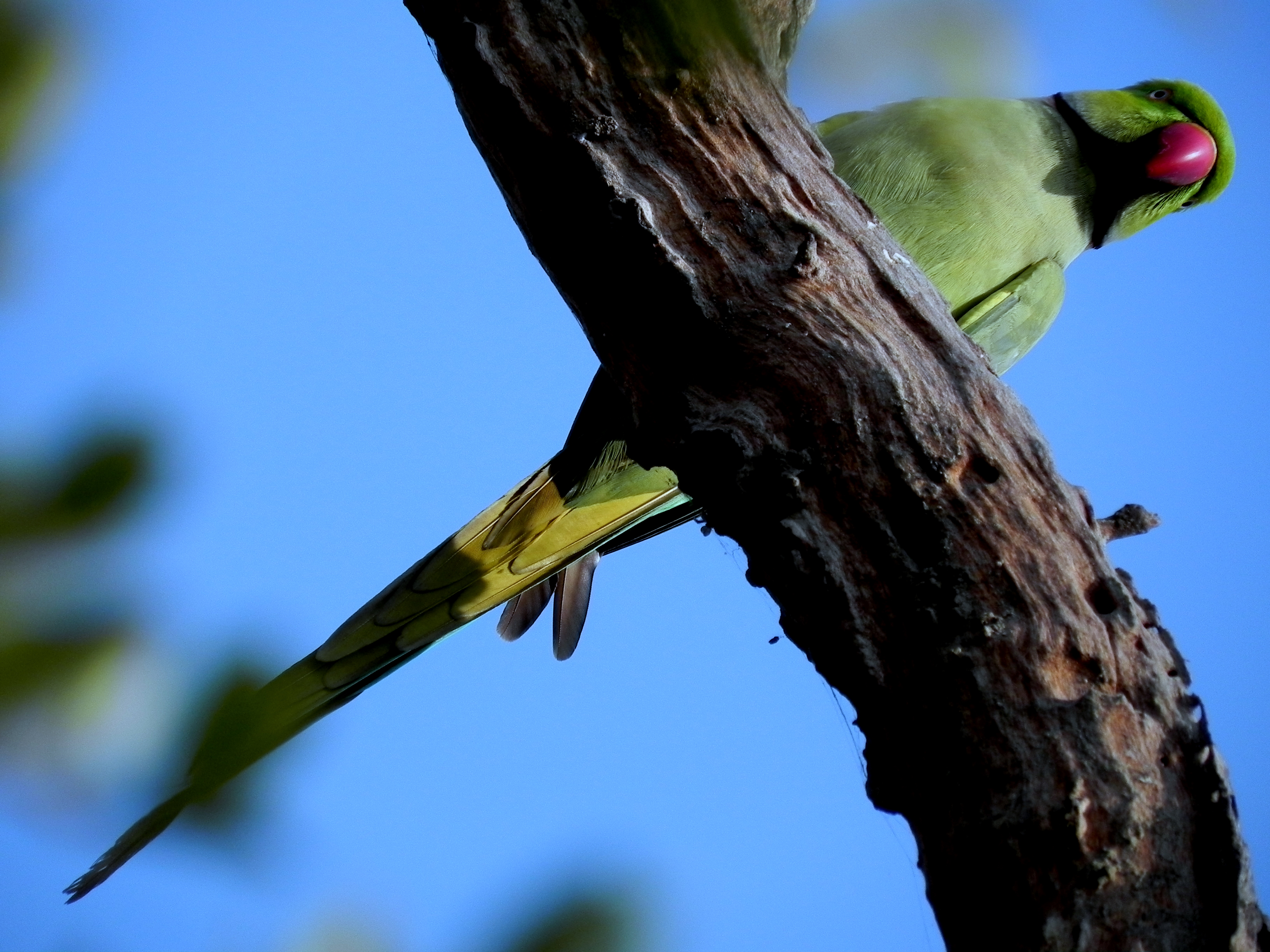
Periquito en el P. N. de Keoladeo.

En hábitats acuáticos se encuentran presentes principalmente grandes invertebrados como gusanos, insectos y moluscos, aunque más abundantes en variedad y número que ningún otro grupo de organismos. Son alimento de muchos peces y aves, de manera que constituyen un elemento principal en la cadena alimenticia y funcionamiento del ecosistema. Los insectos terrestres están en abundancia y tienen un efecto positivo en la crianza de aves terrestres.
El parque nacional de Keoladeo es conocido popularmente como un «paraíso para las aves». Más de 370 especies de aves han sido documentadas en el parque. Ornitológicamente, el parque tiene gran significado en dos aspectos: uno por su estratégic a ubicación como una etapa para las aves migratorias que llegan al subcontinente indio antes de dispersarse a otras regiones. Más aves acuáticas convergen aquí antes de marcharse a lugares de cría en la región Paleártica occidental. Además, el humedal es un área para pasar el invierno amplias cantidades de aves acuáticas. Es también el único lugar de pasar el invierno regular en la India para una especie que está en peligro crítico de extinción, la grulla siberiana.

### Aves acuáticas

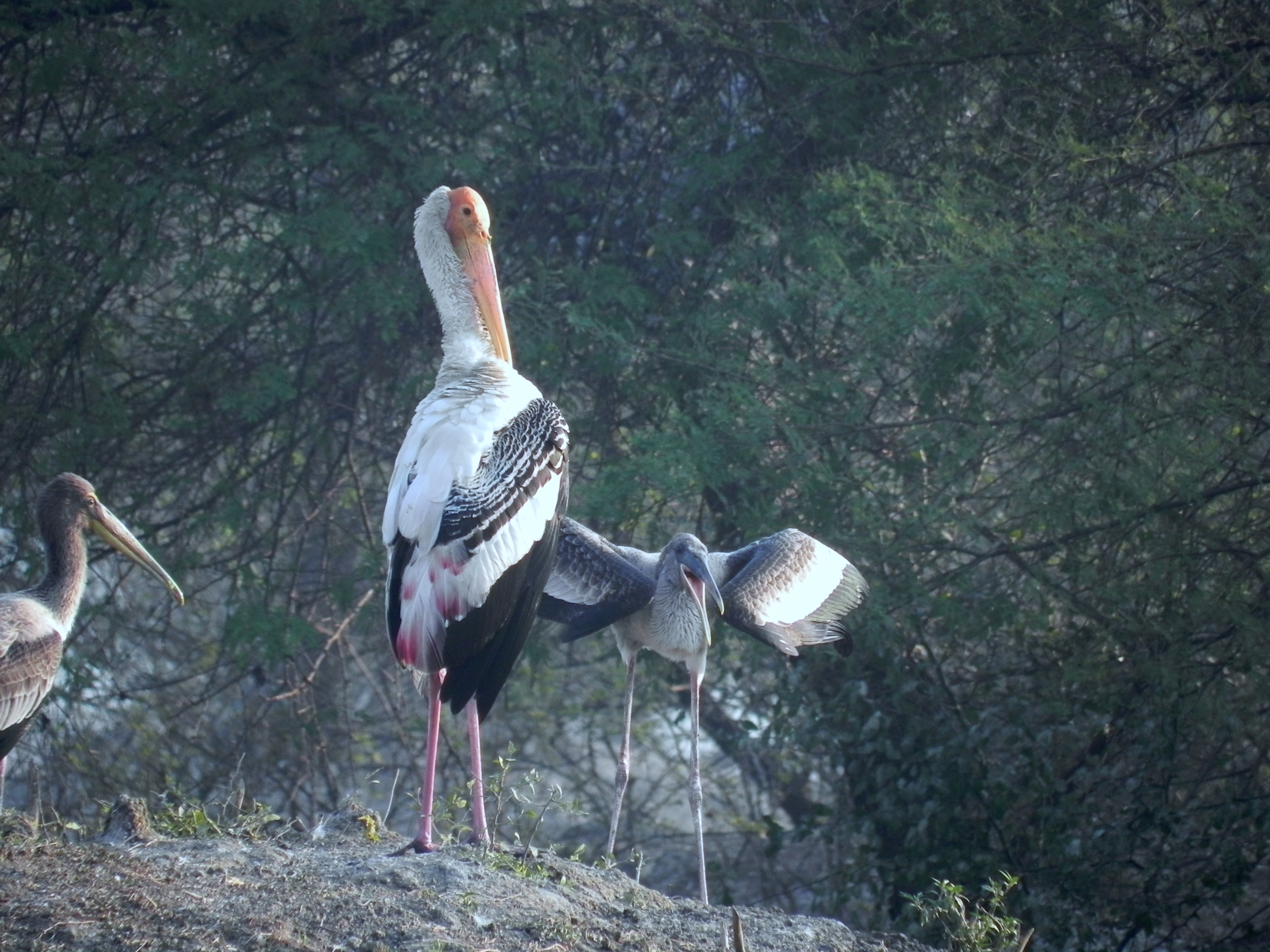
Un tántalo indio en el santuario de aves de Bharatpur.

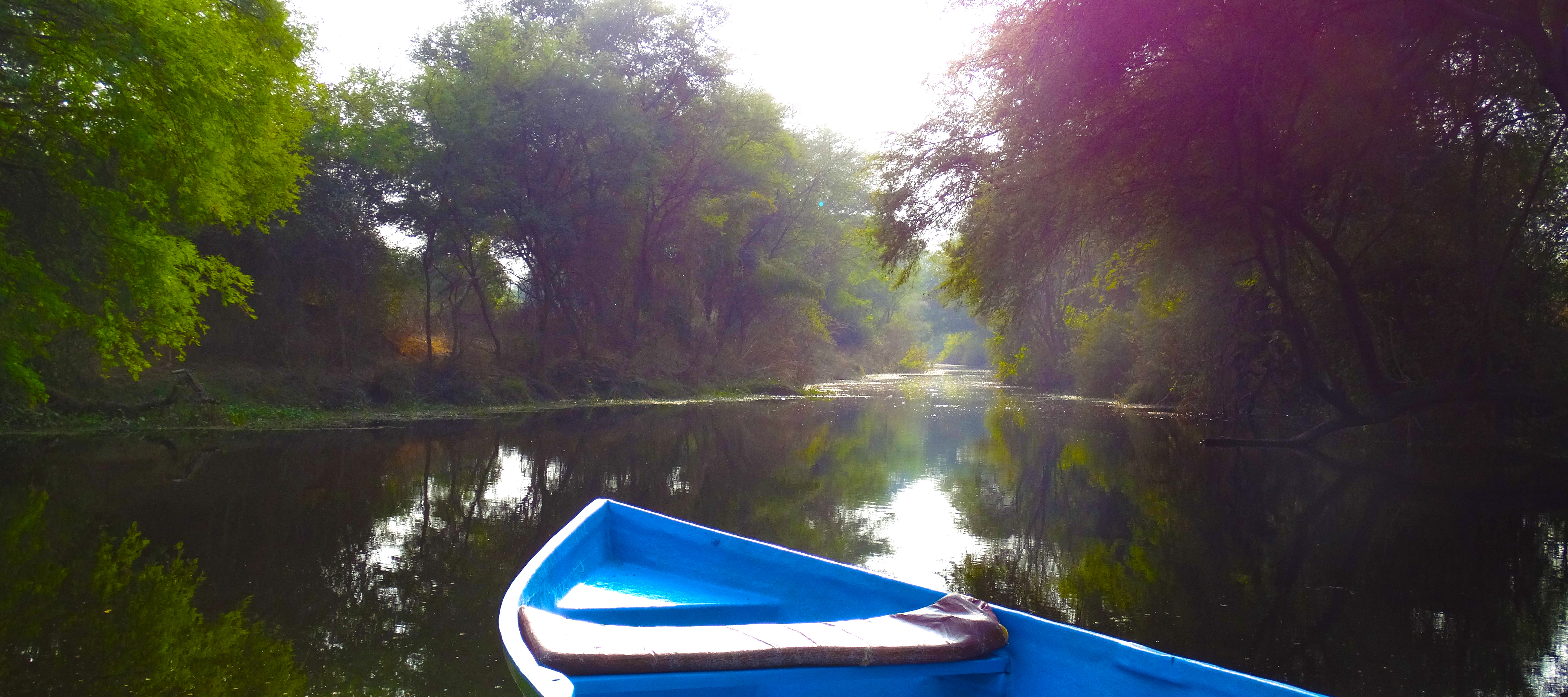
Una vista del humedal desde un bote.

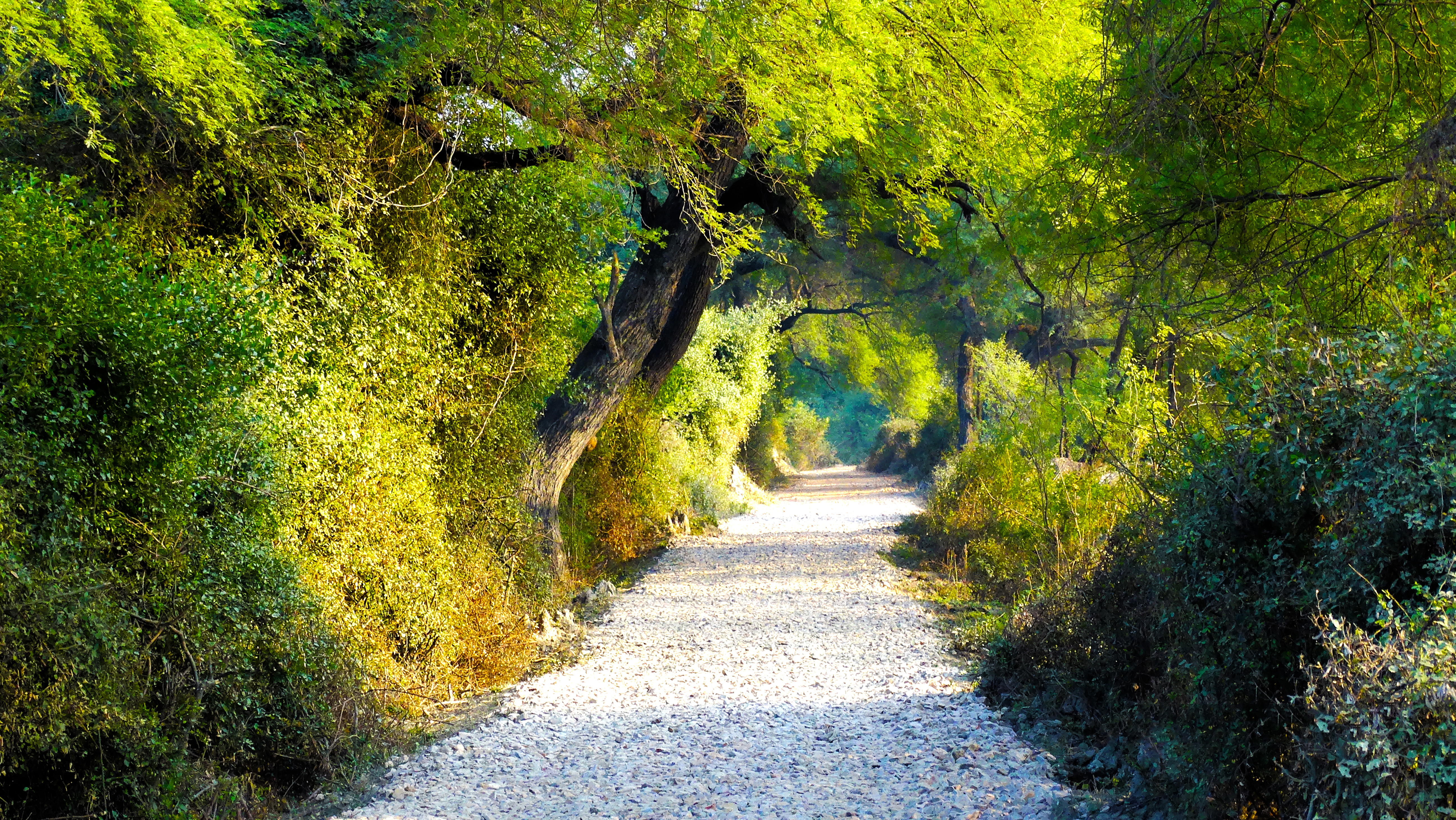
Una vista del parque.

La ubicación del parque en la llanura del Ganges hace que sea un lugar sin rival para la cría de garzas, cigüeñas y cormoranes, y un importante refugio de invierno para amplios números de patos migratorios. Las aves acuáticas más habituales son ánade friso, anatinos, cerceta común, gansito asiático, porrón moñudo, pato crestudo, cormorán enano, cormorán grande, cormorán indio, combatiente, tántalo indio, espátula común, picotenaza asiático, ibis cabecinegro, aníngidos, andarríos chico, andarríos bastardo y andarríos grande. La grulla sarus, con su espectacular danza de cortejo, también se encuentra aquí.

### Aves terrestres
Entre las aves terrestres se encuentra un nutrido grupo formado por parúlidos, timalíidos, abejarucos, bulbules, emberízidos, papamoscas, perdices y codornices. El cálao gris indio y la iora coliblanca también están presentes. Hay muchas aves de presa, incluyendo águilas pescadoras, halcón peregrino, pigargo de Pallas, culebrera europea, águila rapaz, águila imperial, clangas y águila culebrera chiíla. Se ha documentado recientemente que el águila moteada ha criado aquí, una novedad para la crianza de la especie en la India.

### Mamíferos

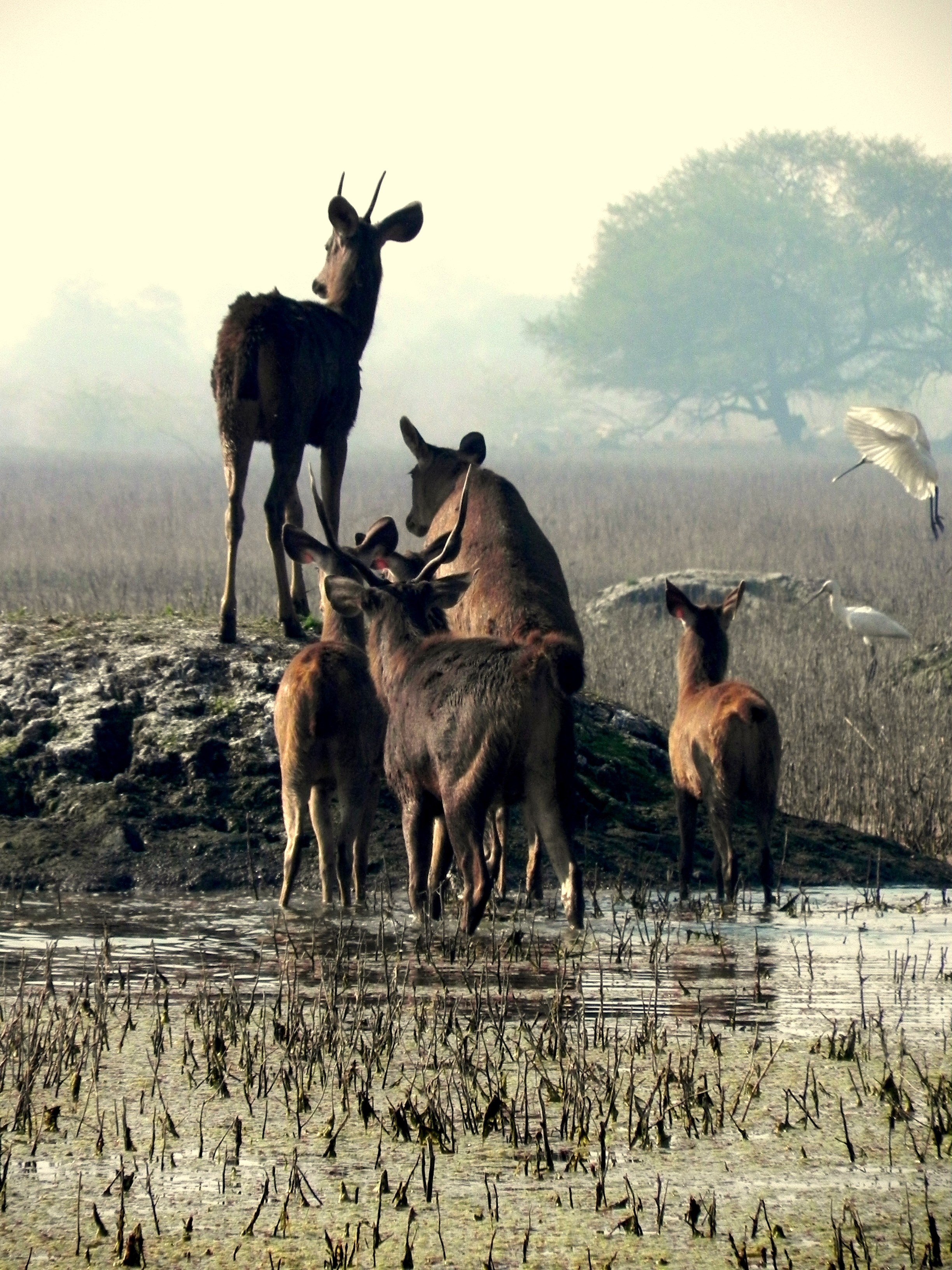
Sambares son una visión común en el parque nacional de Keoladeo Ghana.

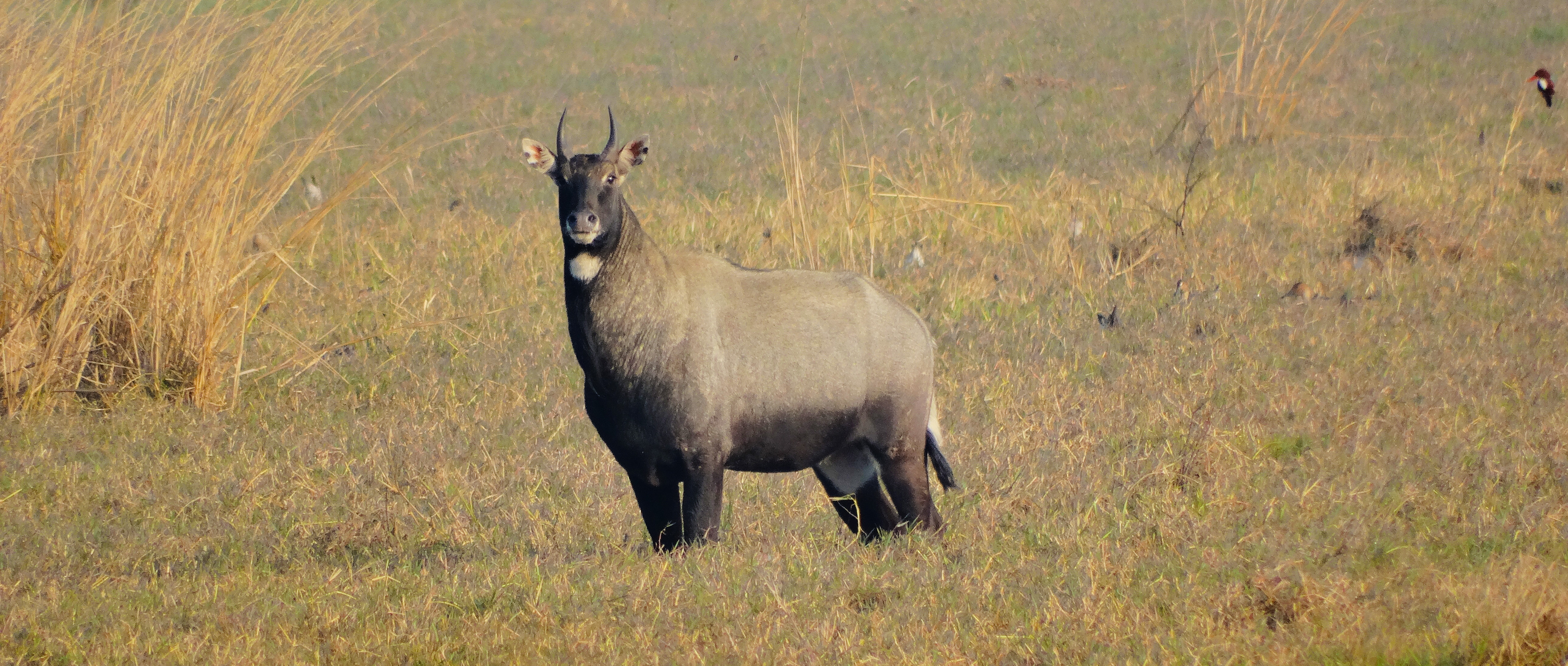
Un nilgó en el parque nacional.

La fauna de mamíferos del parque nacional de Keoladeo es igualmente rico con 27 especies identificadas. Nilgó, reses asilvestradas, y chitales son comunes mientras que los sambares son escasos. El jabalí y el puercoespín de la India se ven a menudo saliendo del parque para atacar los campos cultivados. Ocasionalmente se encuentran dos especies de mangosta, la pequeña asiática y la hindú gris. Hay especies de felinos en el parque, incluyendo el gato de la jungla y el gato pescador. Se sabe que hay civetas de las palmeras común y enanas, pero se las ve raras veces. La nutria lisa se puede ver atacando aves como fochas y a veces cruzando el arbolado. Los chacales y las hienas también se avistan y han asumido el rol de predadores de aves y roedores. También se encuentran en el parque muchas especies de ratas, ratones, gerbilinos y murciélagos.

### Otras especies

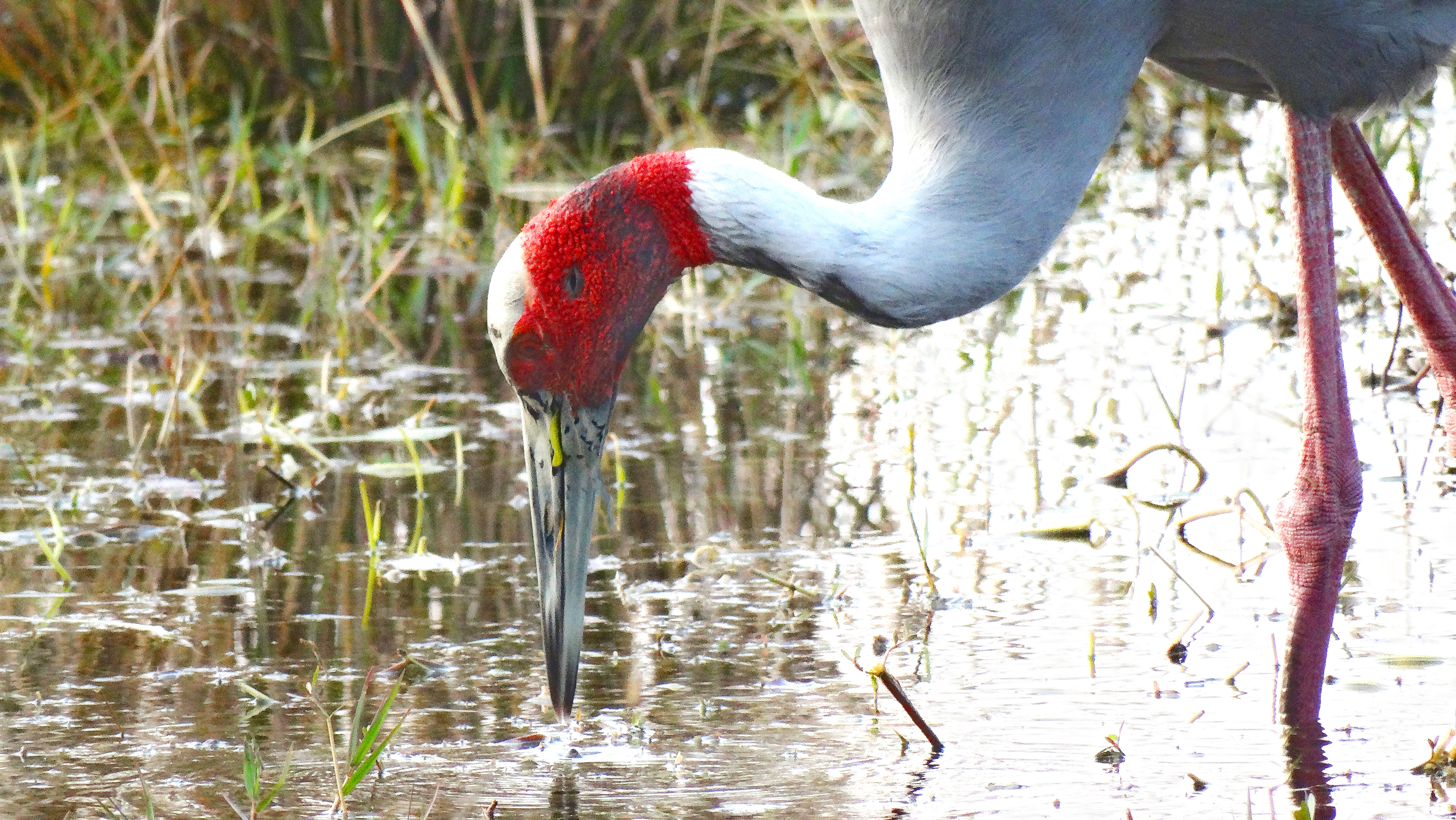
Grulla sarus.

Los peces del parque ascienden a 43 especies, de las cuales 37 entran en el parque junto con el agua de Ajan Bund, y 6 especies son residentes que crían aquí. Durante una buena estación lluviosa el parque recibe alrededor de 65 millones de pescados y alevines. La población de peces y la diversidad son de alta importancia ecológica pues forman la fuente de comida de muchas aves. 
La herpetofauna del parque nacional de Keoladeo es diversa. De las diez especies de tortugas que se ven en Rajastán, siete están presentes en este parque. Además de esto, hay cinco especies de lagartos, trece de serpientes y siete de anfibios. El Hoplobatrachus crassus y Euphlyctis cyanophlyctis son ranas que a menudo se encuentran en el humedal. A menudo es fácil ver una pitón fuera de su madriguera y calentándose al sol en un soleado día de invierno. El varano común, el puercoespín de la India y el murciélago nariz de hoja bicolor se han visto en la mismamadriguera que la de la pitón. Las serpientes venenosas encontradas en el parque son krait común, cobra y víbora de Russel. Entre los primates, se incluyen macacos Rhesus y langures. Están ausentes grandes depredadores, habiéndose exterminado deliberadamente el leopardo para el año 1964, pero pequeños carnívoros incluyen zorro de Bengala, chacal, hiena rayada, civeta de las palmeras común, civeta enana, mangosta hindú gris, gato pescador, gato de Bengala, gato de la jungla y nutria lisa. Entre los ungulados se incluyen sasin, chital, sambar, ciervo porcino, nilgó y jabalí y ganado cimarrón. Otros mamíferos incluyen el puercoespín de la India y la liebre Lepus nigricollis. Durante 2007 y 2008 se hicieron intentos de erradicar el mezquite Prosopis juliflora y especímenes del género Cineraria para impedir que el parque queda dominado por estas especies invasivas y para auidar a que la vegetación natural se recupere.

## Lugar Patrimonio de la Humanidad

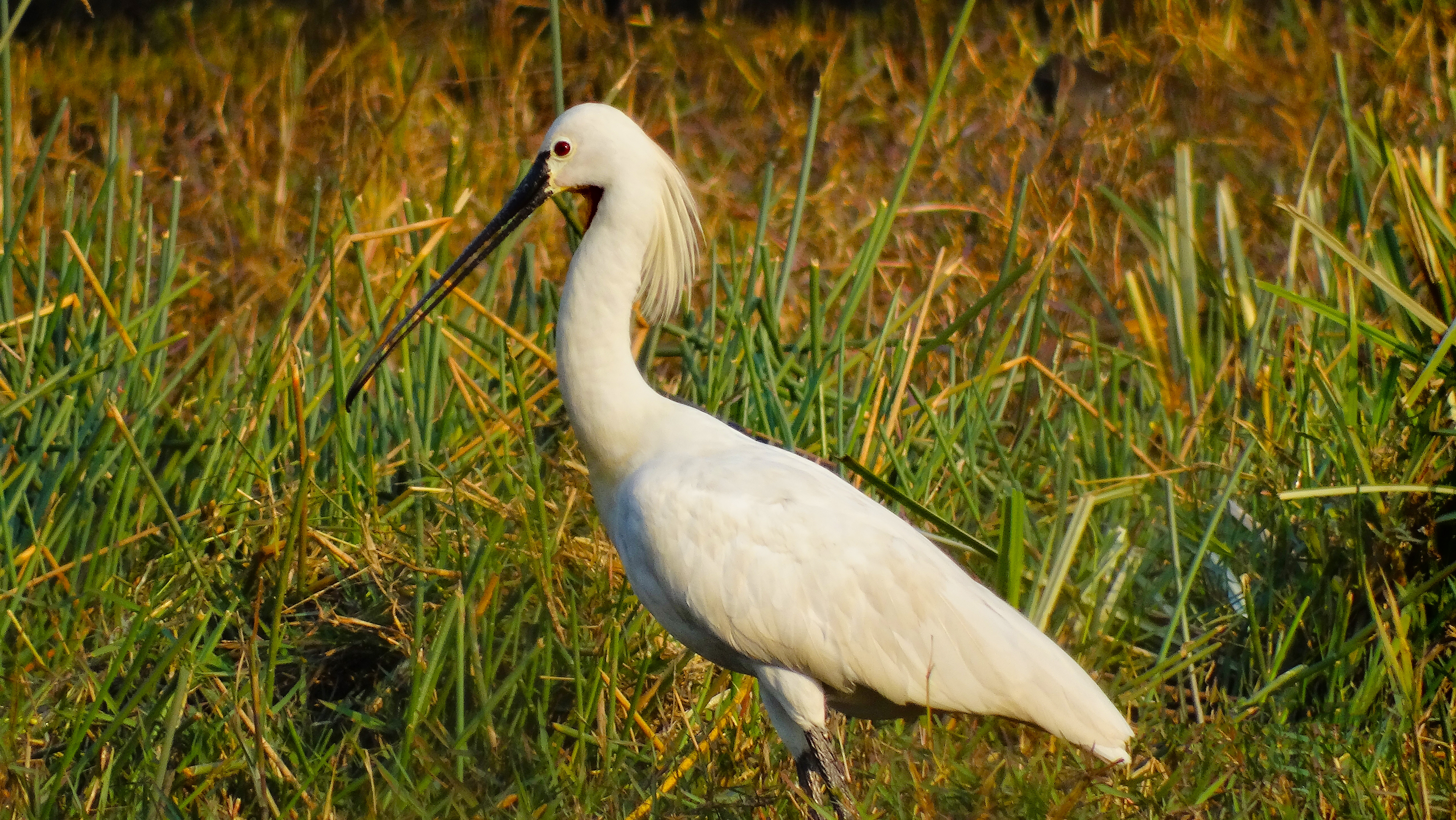
Espátula común.

Para ser incluido en la Lista del Patrimonio Mundial, un lugar debe reunir unos sobresalientes valores universales y cumplir al menos uno de los diez criterios de selección. Estos criterios se explican en las Guías Operacionales para la Implementación de la Convención del Patrimonio Mundial, además del texto del convenio, el la principal herramienta sobre el Patrimonio Mundial. Los criterios son revisados regularmente por el Comité para reflejar la evolución del concepto mismo de Patrimonio Mundial. La convención de la UNESCO explicó los motivos por los que se seleccionó el parque nacional de Keoladeo Ghana bajo el criterio iv de las guías operativas de 2002 y la descripción que da a continuación es que el parque es un «Hábitat de especies raras y en peligro. El parque es un humedal de importancia internacional para las aves acuáticas migratorias. Es el terreno donde pasa el invierno la rara grulla siberiana y hábitat para numerosas aves residentes que anidan aquí»
Su ficha en la página web de la UNESCO dice así: 

Antiguo coto de caza de patos de los marajás, este parque es una de los más importantes lugares de invernada para un sinfín de aves acuáticas que emigran desde Afganistán, Turkmenistán, China y Siberia. Entre las 364 especies registradas figuran algunas tan poco comunes como la grulla siberiana.

De acuerdo con la Guías operacionales de 2005 revisadas, el parque cae bajo el Criterio (x) que afirma que para que se le confiera el estatus de Patrimonio Mundial, el lugar debe «contener los hábitats naturales más importantes y significativos para la conservación in-situ de la diversidad biológica, incluyendo aquellos conteniendo especies amenazadas de valor universal sobresaliente desde el punto de vista de la ciencia o la conservación».